# Reprezentacja Słowenii na Mistrzostwach Świata w Narciarstwie Klasycznym 2005
Reprezentacja Słowenii na Mistrzostwach Świata w Narciarstwie Klasycznym 2005 liczyła 14 sportowców, którzy wzięli udział w 12 konkurencjach. Reprezentacja ta zdobyła dwa medale - 1 złoty i 1 brązowy.

## Medale

### Złote medale
- Skoki narciarskie - konkurs indywidualny na skoczni HS 100: Rok Benkovič

### Srebrne medale
- brak

### Brązowe medale
- Skoki narciarskie - konkurs drużnowy na skoczni HS 100: Primož Peterka, Jure Bogataj, Rok Benkovič, Jernej Damjan

## Wyniki

### Biegi narciarskie

#### Mężczyźni
Sprint
- Nejc Brodar - 42. miejsce

15 km stylem dowolnym
- Nejc Brodar - 53. miejsce

#### Kobiety
Sprint
- Petra Majdič - 15. miejsce
- Vesna Fabjan - 7. miejsce
- Mirjam Soklič - 8. miejsce
- Maja Benedičič - 22. miejsce

10 km stylem dowolnym
- Maja Benedičič - 12. miejsce
- Mirjam Soklič - 50. miejsce

Bieg pościgowy 2x7,5 km
- Petra Majdič - 23. miejsce
- Maja Benedičič - 31. miejsce
- Mirjam Soklič - nie ukończyła

30 km stylem klasycznym
- Maja Benedičič - 39. miejsce

### Kombinacja norweska
Gundersen HS 100 / 15 km
- Damjan Vtič - 32. miejsce

Sprint (7,5 km + HS 137)
- Damjan Vtič - 42. miejsce
- Dejan Plevnik - 48. miejsce
- Anže Obreza - 49. miejsce

### Skoki narciarskie
Konkurs indywidualny na skoczni HS 100
- Rok Benkovič - 1. miejsce
- Jernej Damjan - 6. miejsce
- Primož Peterka - 32. miejsce
- Jure Bogataj - 40. miejsce

Konkurs indywidualny na skoczni HS 137
- Rok Benkovič - 5. miejsce
- Jernej Damjan - 13. miejsce
- Primož Peterka - 24. miejsce
- Jure Bogataj - 28. miejsce

Konkurs drużynowy na skoczni HS 100
- Primož Peterka, Jure Bogataj, Rok Benkovič, Jernej Damjan - 3. miejsce

Konkurs drużynowy na skoczni HS 137
- Primož Peterka, Jure Bogataj, Jernej Damjan, Rok Benkovič - 4. miejsce

W reprezentacji skoczków znaleźli się także Robert Kranjec i Peter Žonta, ale nie zostali wytypowani do startu w żadnym z konkursów.